# NGC 3350
NGC 3350 је лентикуларна галаксија у сазвежђу Мали лав која се налази на NGC листи објеката дубоког неба.
Деклинација објекта је + 30° 43' 31" а ректасцензија 10h 44m 22,9s. Привидна величина (магнитуда) објекта NGC 3350 износи 14,5 а фотографска магнитуда 15,5. NGC 3350 је још познат и под ознакама CGCG 155-2, CGCG 154-44, NPM1G +30.0198, PGC 32035.